# Вейгерово (гміна)
Гміна Вейгерово (пол. Gmina Wejherowo) — сільська гміна у північній Польщі. Належить до Вейгеровського повіту Поморського воєводства.
Станом на 31 грудня 2011 у гміні проживало 21941 особа.

## Територія
Згідно з даними за 2007 рік площа гміни становила 194.08 км², у тому числі:
- орні землі: 32.00%
- ліси: 58.00%

Таким чином, площа гміни становить 15.13% площі повіту.

## Населення
Станом на 31 грудня 2011:
| Опис     | Загалом | Загалом | Чоловіки | Чоловіки | Жінки | Жінки |
| -------- | ------- | ------- | -------- | -------- | ----- | ----- |
| одиниця  | осіб    | %       | осіб     | %        | осіб  | %     |
| все      | 21941   | 100     | 11010    | 50.18    | 10931 | 49.82 |
| міське   | 0       | 100     | 0        |          | 0     |       |
| сільське | 21941   | 100     | 11010    | 50.18    | 10931 | 49.82 |

## Сусідні гміни
Гміна Вейгерово межує з такими гмінами: Вейгерово, Ґневіно, Крокова, Люзіно, Пуцьк, Реда, Румія, Шемуд.